# Finał Pucharu Polski w piłce nożnej 1974
Finał Pucharu Polski w piłce nożnej 1974 – mecz piłkarski kończący rozgrywki Pucharu Polski 1973/1974 oraz mający na celu wyłonienie triumfatora tych rozgrywek, który został rozegrany 11 sierpnia 1974 roku na Stadionie Wojska Polskiego w Warszawie, pomiędzy Ruchem Chorzów a Gwardią Warszawa. Trofeum po raz 1. wywalczył Ruch Chorzów, który uzyskał tym samym prawo gry w Pucharze Zdobywców Pucharów 1974/1975.

## Droga do finału
| Ruch Chorzów | Ruch Chorzów       | Ruch Chorzów | Runda       | Gwardia Warszawa | Gwardia Warszawa | Gwardia Warszawa |
| Data         | Przeciwnik         | Wynik        | Runda       | Data             | Przeciwnik       | Wynik            |
| ------------ | ------------------ | ------------ | ----------- | ---------------- | ---------------- | ---------------- |
| 01.09.1973   | Stal Sanok         | 4:0          | 1/16 finału | 01.09.1973       | Motor Lublin     | 3:1              |
| 28.11.1973   | Urania Ruda Śląska | 5:0          | 1/8 finału  | 28.11.1973       | GKS Katowice     | 1:0              |
| 14.03.1974   | Garbarnia Kraków   | 3:0          | Ćwierćfinał | 06.03.1974       | ŁKS Łódź         | 1:0              |
| 17.07.1974   | Górnik Zabrze      | 2:2 k. 7:6   | Półfinał    | 17.07.1974       | Stal Rzeszów     | 1:0              |

## Tło
W finale rozgrywek zmierzyli się ze sobą Ruch Chorzów i Gwardia Warszawa. Faworytem meczu był Ruch Chorzów, który kilka dni wcześniej zdobył mistrzostwo Polski, natomiast Gwardia Warszawa w tabeli ligowej I ligi 1973/1974 zajęła 9. miejsce, w związku z czym triumf w rozgrywkach był jedyną szansą na występ w europejskich pucharach.

## Mecz

### Przebieg meczu
Mecz odbył się 11 sierpnia 1974 roku na Stadionie Wojska Polskiego w Warszawie. Sędzia głównym spotkania był Marian Środecki. W 3. minucie zawodnik Ruchu Chorzów, Jan Benigier miał okazję do zdobycia gola, jednak nie zdołał z prawej strony skierować piłki do pustej bramki. Przez prawie 30 minut na boisku działo się niewiele, aż w 35. minucie zawodnik Gwardii Warszawa, Jan Sroka oddał groźny strzał, który został obroniony przez bramkarza drużyny przeciwnej, Piotra Czaję, natomiast zawodnik Ruchu Chorzów, Bronisław Bula pod koniec pierwszej połowy miał dwie świetne okazje do zdobycia gola, których nie wykorzystał.
W drugiej połowie przewaga w grze zdecydowanie należała do drużyny Niebieskich. W 49. minucie po dośrodkowaniu Bronisława Buly z prawego skrzydła do piłki na polu karnym dobiegł Joachim Marx, który ostrym strzałem trafił w róg, otwierając tym samym wynik meczu na 1:0 dla drużyny Niebieskich. Niecałą minutę później ten sam zawodnik minął trzech zawodników drużyny przeciwnej i z linii pola karnego oddał strzał w lewy róg, po czym piłka otarła się o słupek i wpadła do siatki i tym wynik został podwyższony na 2:0.
Wynik nie uległ zmianie, choć w 56. i 57. minucie okazję do zdobycia gola mieli odpowiednio Mirosław Polaków i Stanisław Dawidczyński z Gwardii Warszawa – w świetnej formie był bramkarz drużyny przeciwnej, Piotr Czaja.

### Szczegóły meczu
| 11 sierpnia 1974 17:00 | Ruch Chorzów · Marx 49', 50' | 2:00:0Raport | Gwardia Warszawa | Stadion Wojska Polskiego, Warszawa Widzów: 8 000 Sędzia: Marian Środecki (Wrocław) |
|                        |                              |              |                  |                                                                                    |

| Ruch Chorzów |  |                   |
|              |  |                   |
|              |  |                   |
| BR           |  | Piotr Czaja       |
| OB           |  | Konrad Bajger     |
| OB           |  | Jerzy Wyrobek     |
| OB           |  | Marian Ostafiński |
| OB           |  | Piotr Drzewiecki  |
| PO           |  | Zygmunt Maszczyk  |
| PO           |  | Bronisław Bula    |
| PO           |  | Józef Bon         |
| NA           |  | Jan Benigier      |
| NA           |  | Joachim Marx      |
| NA           |  | Józef Kopicera    |
| Trener:      |  |                   |
| Michal Vičan |  |                   |

| Gwardia Warszawa |  |                        |  |     |
|                  |  |                        |  |     |
| BR               |  | Andrzej Sikorski       |  |     |
| OB               |  | Stanisław Dawidczyński |  |     |
| OB               |  | Jerzy Kraska           |  | 46' |
| OB               |  | Ryszard Kielak         |  |     |
| OB               |  | Jan Sroka              |  |     |
| PO               |  | Andrzej Wiśniewski     |  |     |
| PO               |  | Zbigniew Kwaśniewski   |  |     |
| PO               |  | Krystian Michallik     |  |     |
| PO               |  | Stanisław Terlecki     |  |     |
| NA               |  | Mirosław Polaków       |  |     |
| NA               |  | Jan Małkiewicz         |  |     |
| Rezerwowi:       |  |                        |  |     |
| OB               |  | Adam Lipiński          |  | 46' |
| Trener:          |  |                        |  |     |
| Bogusław Hajdas  |  |                        |  |     |

| Puchar Polski w piłce nożnej 1973/1974 Zwycięzcy |
| ------------------------------------------------ |
| Ruch Chorzów 2. Tytuł                            |

## Po meczu
Triumfatorem rozgrywek został Ruch Chorzów, który tym samym jako trzeci klub w historii polskiej piłki nożnej (po Górniku Zabrze i Legii Warszawa) zdobył dublet (mistrzostwo i Puchar Polski).